# Catedrala Bunavestire din Moscova
Catedrala Bunavestire (în rusă Благовещенский собор, transliterat: Blagoveșcenski sobor) este unul din edificiile religioase grupate în „Piața catedralelor” din Kremlinul din Moscova.

## Descriere
Ea a fost edificată între 1485 și 1489 de un arhitect din Pskov, succedându-i pe acest amplasament unui edificiu din secolul al XIV-lea, reconstruit în 1416 și care avea același hram.
La origine monumentul avea trei cupole, dintre care două erau construite prin 1572. Biserica era înconjurată de o piață pe trei din laturile sale. În 1562-1564 i-au fost adăugate patru capele laterale cu cupolă simplă. Intrările de nord și de vest sunt decorate cu portaluri din piatră de var din secolul al XVI-lea. Structura a fost foarte mult influențată de Renașterea italiană. Ușile de bronz ale portalurilor de nord și de vest sunt poleite cu aur fin. Podeaua edificiului a fost acoperită cu jasp provenind de la catedrala din Rostov pe Don. Pereții păstrează fragmente de pictură din 1508 și din epoci mai recente. Iconostasul cuprinde sfinte icoane din secolul al XIV-lea până în secolul al XVIII-lea (unele dintre ele au fost realizate de Andrei Rubliov, Teofan Grecul, Prohor), iar altele datează din secolul al XIX-lea.
În timpul țarilor această catedrală era capelă privată a familiei imperiale. Capelanul său era confesorul / duhovnicul familiei țarului, până la începutul secolului al XX-lea.